# Serra de Ramonet
La Serra de Ramonet és una serra situada al municipi d'Aiguamúrcia (Alt Camp), amb una elevació màxima de 873 metres.